# Lenguaje de marcado ligero
Un lenguaje de marcas ligero es un tipo de formato de texto más o menos estandarizado, que ocupa poco espacio y es fácil de editar con un editor de texto.
En algunas ocasiones el XML o el HTML, hacen demasiado complejo y grande un archivo, sin aportar ninguna o casi ninguna ventaja respecto a un lenguaje más simple. Además de la ventaja del espacio, es más fácil, cómodo y rápido de editar por cualquier persona con cualquier editor de texto. Con la ventaja, respecto de un lenguaje autoinventado para la ocasión, de que están estandarizados. De este modo es más fácil encontrar herramientas ya hechas para leerlos y habrá menos problemas a la hora de ampliar alguna funcionalidad imprevista.
Otra cualidad, que demuestra que muchas veces pueden sustituir a un lenguaje más complejo, es que algunos de ellos pueden ser convertibles directamente a XML como SLiP, SoX (este deriva directamente de XML) o HTML como el Textile.
La ventaja de la reducción de espacio en archivo de texto, que ya de por sí son muy pequeños, no reside tanto en la optimización del almacenamiento, sino en el ahorro en ancho de banda si el fichero es descargado muchas veces. Así, un ahorro de 2KB en un fichero de 10KB, en realidad proporciona una ahorro del 20% en las solicitudes a ese fichero, lo que puede suponer muchos Megas o Gigas en un periodo de tiempo suficientemente largo. Otra ventaja derivada de la reducción de espacio ocupado, es que se pueden tener muchos más ficheros a la vez en la memoria, lo que se traduce una mejora en el rendimiento del servidor.

## Ejemplos
Existen distintas opciones, con distintas características y grados de popularidad, entre las que se pueden encontrar:
- Really Simple Data[2]
- Almost Free Text[3]
- AsciiDoc
- BBCode
- Epytext
- EtText[4]
- JSON
- Markdown[5]
- ReStructuredText
- Simple Declarative Language[6]
- Textile[7]
- txt2tags
- Wiki markup
- Simple Outline XML[8]
- YAML[9]
- OGDL[10]
- PyX
- SXML
- Gemtext